# Gulaschbaron

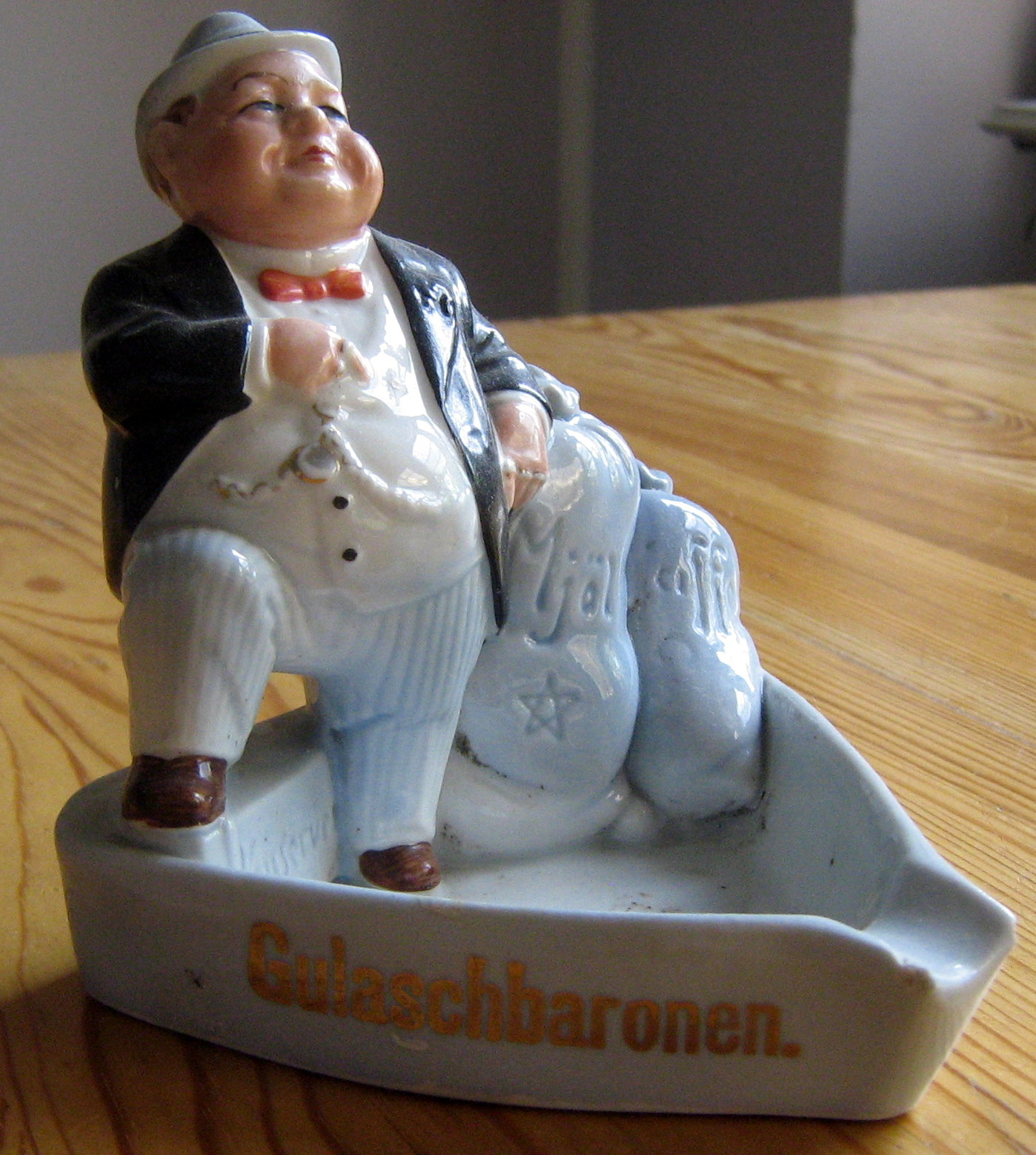
Gulaschbaronerna var ett populärt motiv för skämtpressen under och efter första världskriget. Här i form av en askkopp med en nöjd gulaschbaron som stödjer sig på en säck kaffe och en säck mjöl. Ena foten stödjer han på en låda konserver.

Gulaschbaron, även förkortat gulasch, betecknade särskilt under och efter första världskriget en "krigsjobbare", ofta med bibetydelsen rik och vräkig uppkomling. Egentligen var det en person som på kort tid tjänat en förmögenhet på att leverera livsmedel till främst centralmakternas arméer under första världskriget.
Det kan i överförd betydelse användas om personer som blivit rika genom spekulation eller om krigsprofitörer i allmänhet.
"Gulaschtiden" är en informell beteckning för krisåren under och direkt efter första världskriget, gulaschbaronernas tid.

## Namnet
Förleden utgörs av tyskans gulasch, från ungerskans gulyás, en traditionell kötträtt kryddad med bl.a. paprikapulver och kummin.
Under första världskriget användes rätten till utspisning av trupper, och en del charkuterihandlare, särskilt i Danmark, förtjänade förmögenheter på att sälja gulaschkött.

## Övrigt
Ordet har använts i valsen Gulaschbaronen av dragspelaren Erik Gylling, i valsen Gulaschprinsessan av Max Keller, och i boken Gulaschbaronen av Henrik Fock.